# Fuencemillán
Fuencemillán ist ein zentralspanischer Ort und eine Gemeinde (municipio) mit 85 Einwohnern (Stand: 2024) in der Provinz Guadalajara in der Autonomen Gemeinschaft Kastilien-La Mancha. 

## Geografie
Fuencemillán befindet sich etwa 38 Kilometer nordnordwestlich von Guadalajara und etwa 70 Kilometer nordöstlich von Madrid in einer Höhe von ca. 855 m. 

## Bevölkerungsentwicklung
| Bevölkerung | Bevölkerung | Bevölkerung | Bevölkerung | Bevölkerung | Bevölkerung |
| 1970        | 1981        | 1991        | 2001        | 2011        | 2021        |
| ----------- | ----------- | ----------- | ----------- | ----------- | ----------- |
| 205         | 156         | 125         | 137         | 125         | 89          |

## Sehenswürdigkeiten
- Johannes-der-Täufer-Kirche (Iglesia de San Juan Bautista)

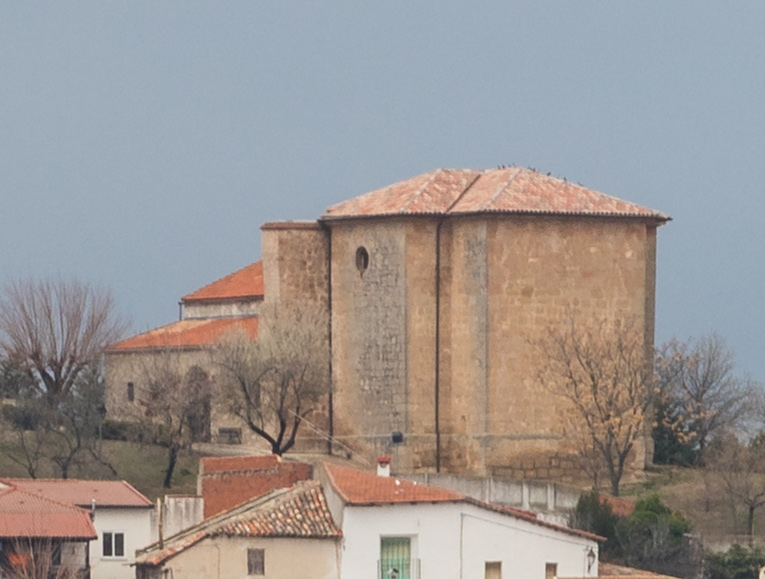
Johannes-der-Täufer-Kirche